# (17506) Walschap
(17506) Walschap ist ein Hauptgürtel-Asteroid, der am 4. April 1992 vom belgischen Astronomen Eric Walter Elst am La-Silla-Observatorium der Europäischen Südsternwarte (IAU-Code 809) entdeckt wurde.
Der Asteroid wurde nach dem flämischen Schriftsteller Gerard Walschap (1898–1989) benannt, der als Vertreter des katholisch-humanistischen Expressionismus bekannt wurde und dessen 1929 erschienener Roman Adalaïde seinen Ruf begründete.